# 岐阜市立明郷中学校
岐阜市立明郷中学校（ぎふしりつ めいごうちゅうがっこう）は、かつて岐阜県岐阜市にあった公立中学校。

## 概要

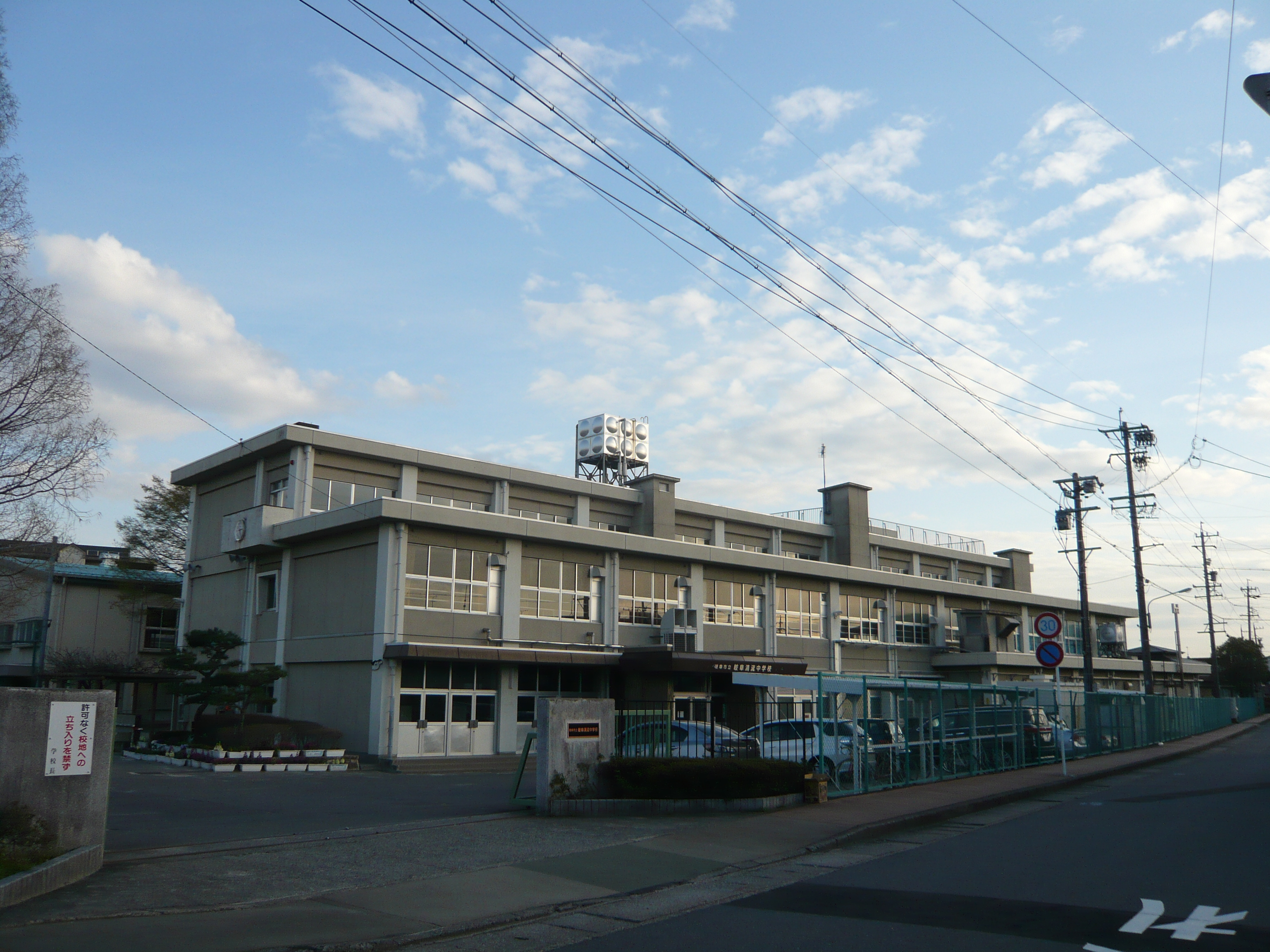
岐阜清流中学校。2012年までは明郷中学校の校舎だった。

岐阜市長良川にかかる忠節橋の北側にある中学校で、学校の東側、大通りの向かい合わせには岐阜北高等学校がある。
明郷中学校の所在地は岐阜市立伊奈波中学校の校区内であり、生徒は長良川の南側から、いわば校区外へ通うという状況になっていた。
本郷小学校と明徳小学校からの持ち上がりとなるため、本郷の「郷」と明徳の「明」から明郷中学校という校名である。
生徒数は、昭和38年の約1800名をピークに減少し、末期には約250名程だった。
2012年、近隣の中学校で統廃合が行われ閉校した。明郷中学校の校舎は新設の岐阜市立岐阜清流中学校の校舎となった。
本郷小学校と明徳小学校も統合され、明郷小学校となり、同校から上がる中学校は岐阜清流中学校ではなく、同じく新設の岐阜市立岐阜中央中学校となったため、「長良川を越えて校区外へ通う」という状況は解消された。

## 学校行事
- 4月

入学式、授業参観、家庭訪問
- 5月

修学旅行、家庭訪問、野外教室（2年）
- 6月

野外教室（1年）、期末テスト
- 7月

個人懇談会、終業式
- 8月

- 9月

始業式
- 10月

授業参観、高校一日入学
- 11月

連合音楽会（2年）、期末テスト
- 12月

個人懇談会、終業式
- 1月

始業式、学年末テスト（3年）、実力テスト（1,2年）
- 2月

授業参観、新1年一日入学、学年末テスト（1,2年）
- 3月

離任式、卒業式、修了式

## 部活動
- 野球
- テニス（男・女）
- 剣道
- 卓球
- バレーボール（女子）
- バスケットボール（男・女）

## 出身者
- 渡邉浩司 - 中央大学経済学部教授
- 所浩史 - パティシエ（「なめらかプリン」開発者）
- 大西荘一　岡山理科大学　名誉教授
- 三遊亭歌武蔵 - 落語家